# Droit opposable
 (mars 2021).
Si vous disposez d'ouvrages ou d'articles de référence ou si vous connaissez des sites web de qualité traitant du thème abordé ici, merci de compléter l'article en donnant les références utiles à sa vérifiabilité et en les liant à la section « Notes et références ».
Le terme droit opposable décrit l'aptitude d'un droit ou d'une situation juridique à voir leurs effets reconnus par des tiers. Le tiers n'est pas débiteur mais il ne peut méconnaître la situation créée par le droit. Par exemple, la cession d'un bien entre deux personnes n'engage que ces personnes mais doit être reconnue par tous. La nature d'un droit est donc d'être opposable à tous, la notion d'opposabilité servant à distinguer les personnes engagées par un droit et les autres.
La portée de cette notion peut s'analyser en relation avec le débat sur le droit naturel comparé au droit positif, ainsi qu'avec celle de droits de l'homme. Selon la conception positiviste, le droit n'existe que s'il est opposable et donc la notion de droit opposable est inutile. Selon la philosophie du droit naturel (et celle, connexe, des droits de l'homme), des droits peuvent exister de manière latente même s'ils ne sont pas effectivement sanctionnés, ce qui rend indispensable la distinction entre droit opposable et droit inopposable.
La notion de droit opposable et les controverses qui s'y rapportent ont été particulièrement illustrées par l'évolution du droit au logement en France.
En droit public, la notion de droit opposable au pouvoir désigne des droits naturels appartenant aux individus dont ils peuvent se prévaloir à l'encontre d'un pouvoir quel qu'il soit, du moment que ce pouvoir « viole » un de leurs droits dits fondamentaux.